# Miantochora fontainei
Miantochora fontainei är en fjärilsart som beskrevs av Claude Herbulot 1966. Miantochora fontainei ingår i släktet Miantochora och familjen mätare. Inga underarter finns listade i Catalogue of Life.